# Ali Lundbohm
Lars Ali Lundbohm, född 18 juli 1942 i Gävle, död 6 september 2007 i Stockholm, var en svensk musiker (trummis) och musikpedagog.
Lundbohm spelade i unga år med bland andra Charles Judah, Emil Iwring, Östen Warnerbring, Jerry Williams och Gimmicks. Han var i början av 1970-talet medlem i grupperna Growing Grass, Contact och Vildkaktus. Han samarbetade även med Sabu Martinez och medverkade på en rad musikalbum med Rolf Wikström. Han spelade också revy tillsammans med Rolf Bengtsson, Sten Ardenstam och Lena Hansson och var under många år ansvarig för Kulturamas slagverkslinje.